# Дьомьотьор (кула)
Кулата „Дьомьотьор“ (на унгарски: Dömötör-torony) е най-старата постройка в град Сегед, Унгария. Намира се на централния площад на града пред катедралата „Пресвета Богородица“ (още Оброчната църква) и в съседство с Националния пантеон на героите на Унгария.
Основите на кулата „Дьомьотьор“ са положени вероятно през XI век, като ниската ѝ част е изградена в романски стил през XII век, а горната част – в готически стил през XIII век, а през 1926 година преустроена с оригинални камъни. В миналото кулата е била част от някогашната църква „Сент Дьомьотьор“ с патрон Свети Димитър, смятан за закрилник на Сегедската област. Кулата е висока 27 метра.
Горната част на кулата има напречно сечение на правилен осмоъгълник и има 48 прозореца на три нива, по два прозореца на ниво на всяка от осемте стени. На всяко ниво прозорците и обрамчващите ги ниши са проектирани по различен начин – заоблени или заострени в горния им край.
В долната част на кулата, която също има форма на осмоъгълник, но не правилен, а квадрат с леко скосени ъгли, през 1931 година е изсечена порта, наречена „Портата на живота“, и е поставена решетката от ковано желязо, дело на Янош Биле. В решетката са вплетени различни християнски символи, както и две години – 1272 и 1931 година. През 1931 година кулата е превърната в кръщелня (баптистерий), но заради мухъл по външната стена към началото на 70-те години на XX век вече не се ползва за тази цел. Над портата е поставена реплика на най-старата скулптура в Сегед, изобразяваща каменен жертвен агнец от XII век, като оригиналната скулптура е заменена с репликата през 1991 година. Измежду двадесетте символа, изработени от ковано желязо и вплетени в портата, личат главните букви алфа и омега като символи на началото и края на земния живот на Иисус Христос, библейският символ на Забранения плод (змия с ябълка в устата), чашата за Светото причастие, три дъбови листа (символ на сила и издържливост), два кръстосани ключа с тиара (герб на Светия престол), две преплетени сърца (символ за вечна любов), пламтящото Свето сърце (символ на страстната божия любов към човека), котва (символ на надеждата), Свети Георги на коня с копие в ръка и други.
Във вътрешността на кулата е изрисуван стенопис на Вилмос Аба-Новак, илюстриращ сцени от покръстването на унгарците през XI век.